# Solomon I. Halfon
Solomon Iosif Halfon (n. 1846 – d. 1913) a fost un bancher și filantrop evreu român.
Solomon Halfon era evreu de rit spaniol, fundatorul Băncii Comerciale Române, a făcut primul împrumut de stat al României. În 1880 i s-a acordat împământenirea în mod individual. A primit Crucea ofițerilor și Carol I i-a decernat titlul de Comandor și soția lui era doamnă de onoare în suita reginei Elisabeta.
Halfon a donat sume mari de bani la diverse institute evreiești și române, printre ele și Academia Română, care a primit 50.000 de lei aur.
Pănă înainte al doilea război mondial, portretul lui Halfon se găsea la muzeul Camerei de Comerț din București, împreună cu portretele lui Solomon Halfon, Hillel Manoah și Jacques M. Elias.